# Денчо Минев
Денчо Веселинов Минев е български политик и юрист, кмет на община Трявна, излъчен от ГЕРБ (от 2023 г.).

## Биография
Роден е на 8 декември 1982 г. в град Трявна, Народна република България. През 1997 г. завършва ОУ „Проф. Пенчо Николов Райков“ в Трявна. От 1997 до 2001 г. учи в Професионална техническа гимназия „Димитър Крусев“ в град Дряново. През 2002 г. записва да учи висше образование във Великотърновският университет „Св. св. Кирил и Методий“, специалност „Право“, завършва през 2008 г. Работи като съдружник в счетоводна кантора, която се занимава с търговско и данъчно право.

## Политическа дейност
През декември 2012 г. е избран от Националния съвет на движение „България на гражданите“ за координатор на партията в област Габрово.
На местните избори през 2023 г. е кандидат за кмет на Трявна, излъчен от партия ГЕРБ. Получава 827 гласа (или 21,39%), като е втори след кметицата Силвия Кръстева, излъчена от ВМРО-БНД, която получава 865 гласа (или 22,37%). Явява се на втори тур и печели с 1733 гласа (или 51,59%).